# Nedre Gasitjärnen
Nedre Gasitjärnen är en sjö i Bodens kommun i Norrbotten och ingår i Luleälvens huvudavrinningsområde.